# Santo Stefano di Camastra-Mistretta vasútállomás
Santo Stefano di Camastra-Mistretta vasútállomás egy vasútállomás Olaszországban, Szicília régióban, Messina megyében, Santo Stefano di Camastra településen. Forgalma alapján az olasz vasútállomás-kategóriák közül az ezüst kategóriába tartozik.

## Vasútvonalak
Az állomást az alábbi vasútvonalak érintik:
- Palermo–Messina-vasútvonal